# Septoria apiicola
Septoria apiicola är en svampart som beskrevs av Speg. 1887. Septoria apiicola ingår i släktet Septoria och familjen Mycosphaerellaceae.   Inga underarter finns listade i Catalogue of Life.